# 2500
2500（二千五百、にせんごひゃく）は、自然数または整数において、2499の次で2501の前の数である。

## 性質
- 2500は合成数であり、約数は 1, 2, 4, 5, 10, 20, 25, 50, 100, 125, 250, 500, 625, 1250, 2500 である。
  - 約数の和は5467。
- 2500 = 502
  - 50番目の平方数である。1つ前は2401、次は2601。
  - n = 2 のときの 50n の値とみたとき1つ前は50、次は125000。
  - 2500 = (2 × 25)2
    - n = 25 のときの (2n)2 の値とみたとき1つ前は2304、次は2704。(オンライン整数列大辞典の数列 A016742)

  - 2500 = (5 × 10)2
    - n = 10 のときの (5n)2 の値とみたとき1つ前は2025、次は3025。(オンライン整数列大辞典の数列 A016850)

  - 2500 = 54 × 22
    - 2つの異なる素因数の積で p4 × q2 の形で表せる7番目の数である。1つ前は2025、次は2704。(オンライン整数列大辞典の数列 A189988)

  - 2500 = 4 × 54
    - n = 5 のときの 4n4 の値とみたとき1つ前は1024、次は5184。(オンライン整数列大辞典の数列 A141046)
- 2500 = 502+0 であり、31番目のフリードマン数。1つ前は2349、次は2501。
  - 2500から2509までの整数は全てフリードマン数（2503 = 502 + 3, 2509 = 502 + 9 など）である。またこのうち2502はナイスフリードマン数（2 + 502）。
- 1/2500 = 0.0004
  - 逆数が有限小数になる35番目の数である。1つ前は2048、次は2560。(オンライン整数列大辞典の数列 A003592)
  - 割合にすると 0.04% である。
- 各位の和が7になる85番目の数である。1つ前は2410、次は3004。

## その他 2500 に関連すること
- 2500は10000の 1/4 である。
- 2500トン型護衛艦